# Andrena robertsonii
Andrena robertsonii är en biart som beskrevs av Dalla Torre 1896. Andrena robertsonii ingår i släktet sandbin, och familjen grävbin. Inga underarter finns listade i Catalogue of Life.